# Jazzduellen
Jazzduellen är ett svenskt tv-program som sändes 1994. I programmet mötte äldre etablerade musiker yngre förmågor på väg upp.
Programserien producerades av SVT i Luleå och sändes i TV2 med start i november 1994. Det gick sedan i repris under 1995. Producent var Ove Eklund.
I seriens tre program möttes, i tur och ordning, trumpetarna Jan Allan och Dan Johansson, saxofonisterna Erik Norström och Jonas Knutsson, samt gitarristerna Rune Gustafsson och Rolf Jardemark. 
I programmets husband medverkade Kjell Öhman, piano, Georg Riedel, bas, och Pétur Östlund, trummor.